# فاينو جارفينبا
فاينو جارفينبا (بالفنلندية: Väinö Järvenpää)‏ (مواليد 25 سبتمبر 1933) هو ملاكم فنلندي، مثّل بلاده في الألعاب الأولمبية الصيفية 1960.

## روابط خارجية
فاينو جارفينبا على موقع أوليمبيديا (الإنجليزية)